# Desis martensi
Desis martensi là một loài nhện trong họ Desidae.
Loài này thuộc chi Desis. Desis martensi được miêu tả năm 1872 bởi Ludwig Carl Christian Koch.